# 100 United Nations Plaza Tower
100 United Nations Plaza Tower, offiziell 100 United Nations Plaza, kurz 100 UN Plaza, ist ein Wolkenkratzer in Manhattan in New York City.

## Beschreibung
Der Wohnturm befindet sich in Midtown Manhattan im Stadtteil Turtle Bay (Midtown East) an der East 48th Street zwischen der First Avenue und der Second Avenue. Er liegt nur wenige Meter vom UN-Hauptquartier der Vereinten Nationen am East River entfernt. Östlich liegt direkt am Gebäude ein zirka 1000 m² großer öffentlicher begrünter Platz mit einem Springbrunnen und einem Wasserfall.
Der 1986 fertiggestellte, außen in Braun- und Schwarztönen gehaltene Wolkenkratzer beherbergt 267 luxuriöse Eigentumswohnungen auf 52 Etagen (46.451,5 m² bzw. 500.000 Quadratfuß) und hat eine Höhe von 169,8 Meter (557 Fuß). Der Entwurf des Architekturbüros Der Scutt architects, unter Ausführung durch das Architekturbüro Schuman, Lichtenstein, Claman und Efron (SLCE architects), fällt einerseits durch seine dreieckige pyramidenartige Spitze auf: die Schmalseiten des Gebäudes treten auf den obersten Geschossen gleichmäßig zurück, bis sie in einer gemeinsamen Spitze enden und dabei Platz für 22 Penthouse-Wohnungen mit Terrassen bieten, wohingegen die Breite sich nicht verändert. Charakteristisch sind des Weiteren die Balkone, die an den Ecken und in der Mitte der Langseiten des Gebäudes hervorkragen. Der monolithische Skulpturenturm aus Glas und Ziegeln ist ein Wahrzeichen der East Side.
Die elegante Lobby ist reich mit Stoff-, Marmor-, Bronze- und Holzmaterialien gestaltet. Zu den Annehmlichkeiten für die Bewohner gehören ein 24-Stunden-Portier, eine überwachte Garage, ein Fitnesscenter, eine Wäscherei und Konferenz- und Unterhaltungsräume. Die Apartments bieten unter anderem Holz- und Marmorböden, begehbare Kleiderschränke, Gourmetküchen sowie Balkone und Terrassen.

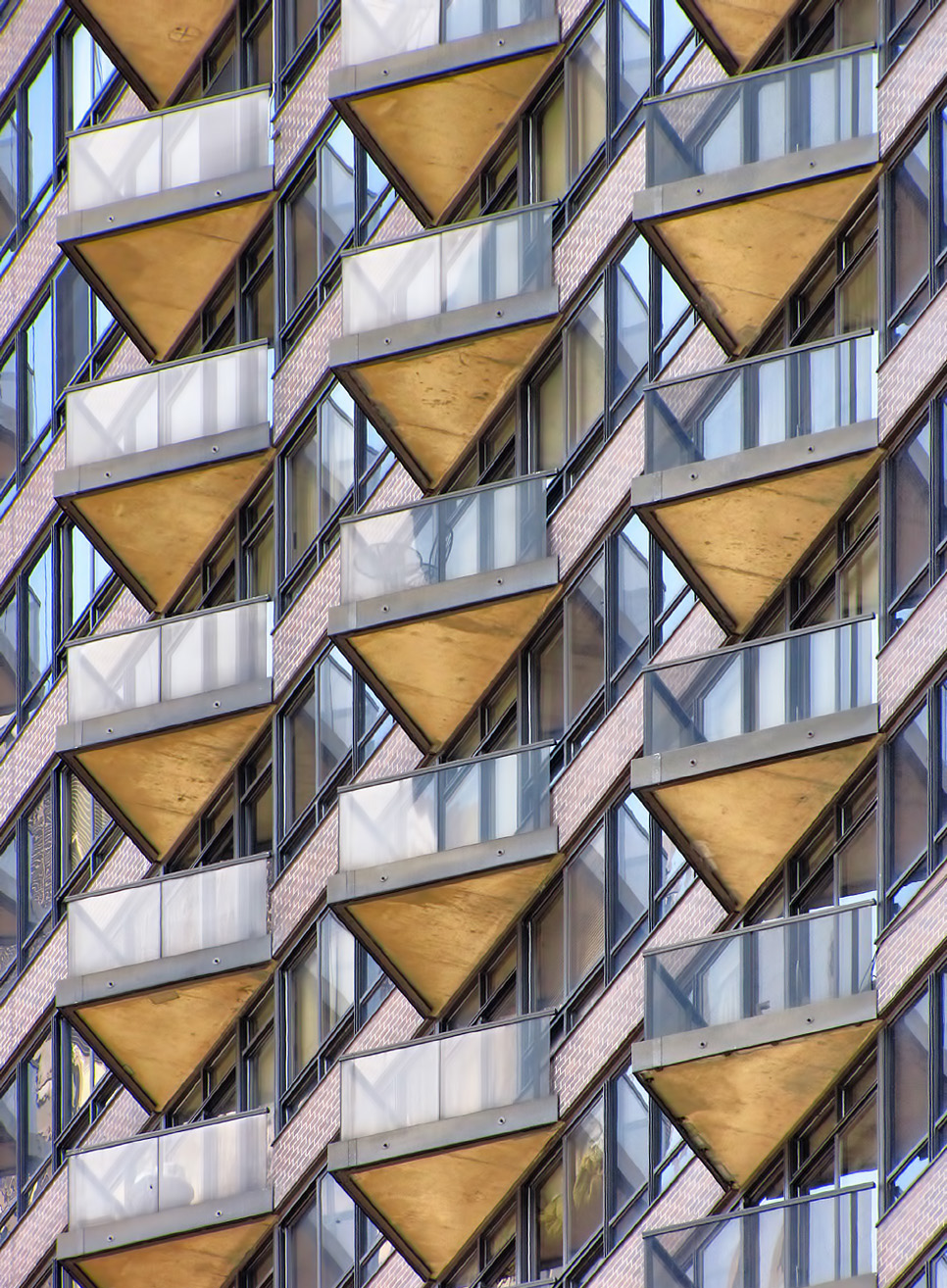
Die ikonischen Balkone des 100 United Nations Plaza Towers